# Jean Tubéry
Jean Tubéry, né le 3 avril 1964 à Toulouse, est un joueur de cornet à bouquin/flûtiste à bec, pédagogue et chef de chœur français. Avec ses professeurs Jean-Pierre Canihac et Bruce Dickey (en), il est considéré comme étant un des principaux musiciens contemporains ayant participé au renouveau du cornet à bouquin dans l'interprétation et l'exécution de la musique baroque et la renaissance de la musique ancienne,,.

## Biographie
Jean Tubéry est issu d'une famille de médecins, les docteurs Pierre et Anne-Marie Tubéry qui ont découvert les usages médicinaux du Desmodium adscendens, particulièrement dans la phase ictérique des hépatites virales[réf. nécessaire].
Dans sa ville natale, Toulouse, il étudie tout d'abord la flûte à bec, puis la trompette dans la classe de Jean-Pierre Canihac, membre fondateur de l'ensemble des Sacqueboutiers de Toulouse, qui l'initiera au cornet à bouquin. Après le conservatoire d'Amsterdam, il se spécialise dans cet instrument avec le doyen de la jeune génération des  joueurs de cornet à bouquin, l'Américain Bruce Dickey, à la Schola Cantorum de Bâle où il obtient le diplôme de concertiste.

### Le joueur de cornet à bouquin
À partir des années 1990, il joue avec les ensembles de musique baroque les plus réputés, comme les Arts florissants (William Christie), La Petite Bande (Sigiswald Kuijken), le Clemencic Consort (René Clemencic), Hesperion XXI (Jordi Savall), mais aussi l'Ensemble Clément Janequin (Dominique Visse), le Collegium Vocal de Gand (Philippe Herreweghe), le Concerto Vocale (René Jacobs) ou le Huelgas Ensemble (Paul Van Nevel).
En 30 ans d’activités musicales, Jean Tubéry a porté le cornet à bouquin en tant qu’instrument soliste dans les grandes salles de concerts en Europe et au delà (salle Gaveau, philharmonie / cité de la musique  - Paris, Teatro La Fenice - Venise, Mozarteum - Salzburg, Opera concert hall - Tokyo, Conservatoire Tchaïkowski - Moscou,  orchestra hall - Minneapolis, Teatro mayor - Bogota, etc.)

### Ensemble La Fenice
C'est en 1990 qu'il fonde son propre ensemble « La Fenice ». Dès la première année, au Concours international d'ensembles du Festival de musique ancienne de Bruges, il remporte le 1er prix, suivi en 1992, d'un autre premier prix au concours international de musique ancienne à Malmö (Suède) avec Christina Pluhar. Commence alors l'enregistrement de la collection L'héritage de Monteverdi réalisée par le label de disques classiques Ricercar de Jérôme Lejeune, actuellement en sept volumes de 1995 à 2001 (Dialoghi Venetiani - Per la Settimana Santa -  Moderne e Curiose Inventioni - In Stil Moderno - Per il santissimo Natale -  Il Canzoniere, La Poesia de Petrarca nei seicento - Concerto Imperiale, Œuvres pour les empereurs Ferdinand II et III). Rassemblant des œuvres instrumentales de compositeurs italiens souvent peu connus, cette série a obtenu les meilleures récompenses de la presse musicale unanime (10/10 de Répertoire, 4/4 du Monde la musique, Diapason d'or, Choc du Monde de la musique…). Il a enregistré en 2007 pour Arte et la RTBF des œuvres vocales de Pachelbel et l'oratorio Le martyre des Macchabées de Pietro Torri.
En 2015, à l’occasion des 25 ans de La Fenice, Jean Tubéry dirige et réalise la mise en espace et en lumière de l’ Orfeo de Monteverdi (salle Gaveau, la grange au lac...) et du King Arthur de Purcell (festival d’Utrecht, Ambronay, Bozar de Bruxelles..)
En 2017, à l’occasion du 450e anniversaire de Claudio Monteverdi, il crée le « MonteverDi-Day » (Torroella / Espagne), concept repris depuis par de nombreux festivals européens.
Ee 2016 à 2018, il dirige un cycle « oratorio de Noël de Bach » à Auxerre (résidence de La Fenice de 2009 à 2017), permettant d’y donner pour la première fois l’intégralité de l’œuvre sur instruments anciens.
En 2019, il fait paraître avec le label Ligia un coffret des vêpres de Monteverdi (La Fenice & Favoriti, maîtrise de Reims) comprenant le premier DVD consacré à la genèse de l'œuvre (Reims, Bruxelles, Venise, Mantoue)
Ee 2011 à 2019, il conduit l'Academia fonti & memoria, académie annuelle autour de la pratique improvisée et ornementale entre Corse et Italie, en collaboration avec Nicole Casalonga (Casa musicale / Pigna)
En 2020, il crée l’académie itinérante La Fenice aVenire, destinée à offrir une expérience professionnelle de haut niveau aux jeunes musiciens et étudiants talentueux, collègues de demain de l’ensemble La Fenice. Les deux premiers concerts ont été donnés au printemps 2020 dans le département de l'Yonne en collaboration avec le département Musique ancienne du Conservatoire à rayonnement régional de Paris.
Parallèlement à ses activités dans la musique baroque, Jean Tubéry a créé une douzaine d’œuvres contemporaines pour le cornet à bouquin, composées pour lui par deux générations de compositeurs, de André Bon à Ivan Velikanov en passant par Thierry Escaich, Alain Mabit, Thierry Machuel, Gérard Garcin.

### Le pédagogue
Son rôle de pédagogue, de formateur, commence aussi en 1990 quand il est nommé professeur au Conservatoire à rayonnement régional de Paris (cornet à bouquin), puis en 2003, au Conservatoire royal de Bruxelles (ornementation improvisée), et en 2010 au Conservatoire national supérieur de musique et de danse de Lyon (département de musique ancienne). Il est également l'invité de toutes les grandes institutions mondiales pour des conférences et des master-classes (Graz, Helsinki, Oxford, Luxembourg, Cleveland, New York...). Ses étudiants comptent parmi les meilleurs interprètes mondiaux de la jeune génération de musiciens spécialisés dans l'interprétation de la musique médiévale, de la Renaissance et de la musique baroque. Jean Tubéry a formé également des musiciens amateurs, participant par exemple au travail de préparation des orchestres d'harmonie jouant dans la grande halle de la Cité des congrès à La Folle Journée de Nantes.

### Le chef de chœur
Parallèlement à ses activités d'instrumentiste/chef d'orchestre, Jean Tubéry se passionne pour le répertoire vocal, se formant auprès de Hans-Martin Linde et Pierre Cao. Entre 2002 et 2008, il est le chef du Chœur de chambre de Namur, et a été chef invité par l'Ensemble Jacques Moderne de Tours, par l'ensemble Arsys-Bourgogne, par le Dunedin Consort (en) (Édimbourg/Écosse) ou par le Chœur de chambre néerlandais (en).

## Affaires de mœurs

### Enquêtes du CNSM de Lyon en 2022
En juin 2022, il est sanctionné et mis à pied par le CNSM de Lyon à la suite d'accusations de violence et harcèlements sexistes et sexuels, qu'il conteste, avant d'être réintégré en octobre. Dans les semaines qui suivent, de nouveaux témoignages émergent, et une nouvelle enquête interne est lancée par le conservatoire,. Il reste enseignant au conservatoire durant le temps de l'enquête. Depuis les événements de 2022, Jean Tubéry et l'Ensemble La Fenice ont été déprogrammés de plusieurs festivals ; Jean Tubéry se dit innocent et estime être victime d'une « cabale »,[réf. à confirmer].

### Condamnation judiciaire de 2024
À la suite de trois plaintes, en 2023, d'étudiantes du Conservatoire national supérieur de musique et de danse de Lyon, où Jean Tubéry est professeur,, il est condamné, en juin 2024, à six mois de prison avec sursis,  pour des « propos à connotation sexuelle imposés de manière répétée » dans le cadre d’une position d’autorité d’enseignant. À la suite de cette condamnation, la fédération des ensembles vocaux et instrumentaux spécialisés (FEVIS) exclut l'Ensemble La Fenice dirigée par Jean Tubéry. La FEVIS entend ainsi affirmer un « engagement absolu en faveur des victimes, pour que cessent les comportements violents »,.
Jean Tubéry fait appel de sa condamnation considérant qu'il s'agit d'une erreur judiciaire.
Il est au programme en mai 2025 du Festival Agapé, annulé deux jours avant sa tenue par l'État de Genève pour des motifs en lien avec ces accusations, et aussi avec celles qui concernent le cofondateur du festival, Benoît-Emmanuel Peltereau-Villeneuve dont il est proche, ex-frère de la communauté Saint-Jean renvoyé de l'état clérical en 2022 en raison d'accusations d'abus sexuels sur des femmes,. Le festival, qui devait aussi se tenir le 12 juin à La Rochelle, est également annulé par la municipalité.

## Distinctions
- 1990 : Concours international de musique ancienne de Bruges (avec l'Ensemble La Fenice)
- 2003 : grand prix de l'Académie Charles-Cros (avec l'ensemble La Fenice)
- 2006 : Prix Liliane Bettencourt de l'Académie des beaux-arts pour son travail au chœur de chambre de Namur
- 2007 : Personnalité musicale de l'année par le quotidien belge Le Soir

## Décorations
- Chevalier de l'ordre des Arts et des Lettres (2001)
- Chevalier de l'ordre des Palmes académiques (2013)

## Enregistrements et concerts remarqués
Pour le label Ricercar, il réalise une série d'enregistrements consacrée à la musique à vent vénitienne, en partie intitulée « l'Héritage de Monteverdi ».
- 2000 : (Messe en la mémoire d'un Prince), Messe pour les Trépassés à 8  H.2 , Motet pour les Trépassés H.311, Miserere des Jésuites H.193 et 193 a, de Marc-Antoine Charpentier, Chœur de chambre de Namur et L'Ensemble La Fenice (Virgin Veritas)
- 2002 : La Morte Delusa, Bassani (Naïve)[19]
- 2003 : Vespro della Beata Virgine (live/vidéo sur Youtube), Monteverdi[20]
- 2004 : Un Concert pour Mazarin (Virgin)[21]
- 2007 :  Le Martyre des Maccabées de Pietro Torri[22]
- 2007 :  Te Deum H.146, Messe pour plusieurs instruments au lieu des orgues H.513, de Marc-Antoine Charpentier, avec le Chœur de chambre de Namur, l’orchestre Les Agrémens et L'Ensemble La Fenice (Ricercar)